# Rio Creanga (Firiza)
O Rio Creanga (Firiza) é um rio da Romênia, afluente do Valea Neagră, localizado no distrito de Maramureş.